# Vol spatial habité
 (juin 2021).

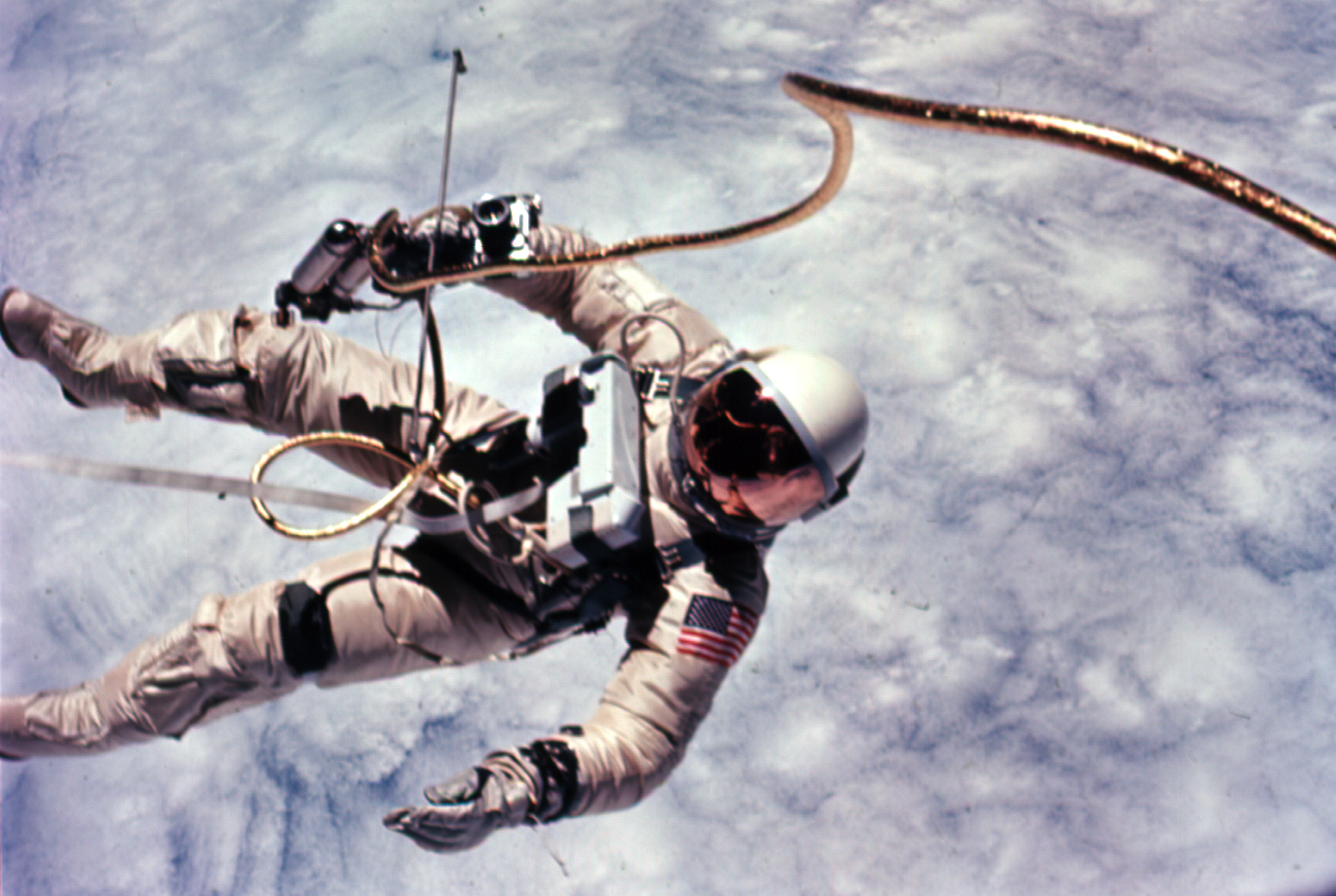
Edward White durant une sortie extravéhiculaire lors de la mission Gemini 4.

Un vol spatial habité est un vol spatial emportant un équipage humain à bord d'un véhicule spatial. Il se différencie des sondes spatiales — vaisseaux non habités — ou des satellites artificiels contrôlés à distance.
À ce jour, seuls trois pays (l'URSS puis la Russie, les États-Unis et la Chine) sont capables d'envoyer des hommes dans l'espace.

## Histoire
L'idée d'envoyer un homme dans l'espace, voire sur une autre planète, est très ancienne. En 125 environ, par exemple, le Syrien Lucien de Samosate écrivit en grec Une histoire vraie (Ἀληθῆ διηγήματα), un récit relatant le voyage d'Ulysse jusqu'à la Lune. De nombreux autres récits suivirent, mais tous avaient en commun de ne pas parler du vol spatial sous un angle technique, mais plutôt comme un support pour des récits philosophiques. Il fallut la fin du XIXe siècle pour que ces récits deviennent plus lucides, malgré de très nombreuses erreurs encore présentes.
Même si le voyage dans l'espace laissait insensibles de grandes parts de la population, entre la fin du XIXe siècle et le début du XXe siècle, certains passionnés se regroupèrent dans des « sociétés d'astronautique » dans différents pays.
La Seconde Guerre mondiale et l'apparition des missiles V2 allemands poussèrent les pays à mettre en place leurs propres agences nationales : la possibilité d'utiliser les fusées comme vecteur d'explosifs ou de bombes nucléaires rendait stratégique la recherche en astronautique. La guerre froide qui commençait fut la principale cause de la course à l'espace, et en 1950 encore, envoyer un homme dans l'espace n'était pas pris très au sérieux en général.
Au début de la nouvelle course à l'espace entre les États-Unis et l'URSS, ce sont les Soviétiques qui prirent de l'avance : ils mirent en orbite le premier satellite artificiel, Spoutnik 1, le 4 octobre 1957, puis envoyèrent le premier homme dans l'espace, Youri Gagarine, le 12 avril 1961. Les programmes spatiaux changèrent pour tenter de mieux comprendre l'influence de l'homme dans l'espace : au cours des vols, les astronautes passèrent de plus en plus de temps en orbite, battant record après record, et réalisèrent même les sorties extra-véhiculaires.
Ce qui est souvent considéré comme l'apothéose des vols habités eut lieu le 19 juillet 1969 à 4 h 17 (heure du centre Kennedy), lorsque le module lunaire Eagle de la mission Apollo 11 se pose avec succès sur la Lune. Quelques heures plus tard eut lieu le premier pas d'un homme sur un sol autre que celui de la Terre.
Ce coup d'éclat fut suivi par une réduction des coûteux programmes et une rationalisation des moyens : les États-Unis lancèrent le projet de navette spatiale réutilisable, et l'URSS lança des projets de stations spatiales. Suivit la série des stations Saliout, qui permit à l'homme de commencer à réellement vivre dans l'espace : alors que le record de durée de vie était de 14 jours dans une capsule Gemini, puis de 84 jours dans la station américaine Skylab, les missions Saliout repoussèrent très loin les limites, jusqu'à 237 jours pour un équipage en 1985…
La station Mir fut lancée en 1986 par l'URSS, c'était la première station modulaire, conçue pour être assemblée en orbite, et qui pesa finalement 140 tonnes. Durant 15 ans, de nombreux équipages de nationalités diverses s'y relayèrent. Le plus long séjour d'un être humain dans l'espace fut de 437 jours.
Après la destruction intentionnelle de Mir, la Station spatiale internationale (ISS) prit la relève.
Aujourd'hui l'ISS est constamment habitée par des humains depuis 2000. De l’arrêt en juillet 2011 du programme américain de navette spatiale, les Russes étaient les seuls à permettre d'atteindre la Station spatiale internationale grâce au Soyouz. Depuis mai 2020, SpaceX lance des vols habités vers la Station Spatiale Internationale à bord de la capsule Crew Dragon. Les Chinois envoient des humains dans l’espace grâce au programme Shenzhou.
Des programmes sont développés dans la plupart des pays impliqués dans les vols habités pour établir des avant-postes sur et autour de la Lune. Les États-Unis et la Chine sont les moteurs de ce nouvel élan vers notre satellite naturel,, même si l'Europe, la Russie, le Japon, le Canada et l'Inde s'y intéressent aussi.

### Liste des missions habitées
- Le programme Vostok
- Le programme Mercury
- Le programme Voskhod
- Le programme Soyouz
- Le programme Gemini
- Le programme Apollo
- Le Skylab
- Les stations Saliout
- La Navette spatiale américaine
- La station spatiale Mir

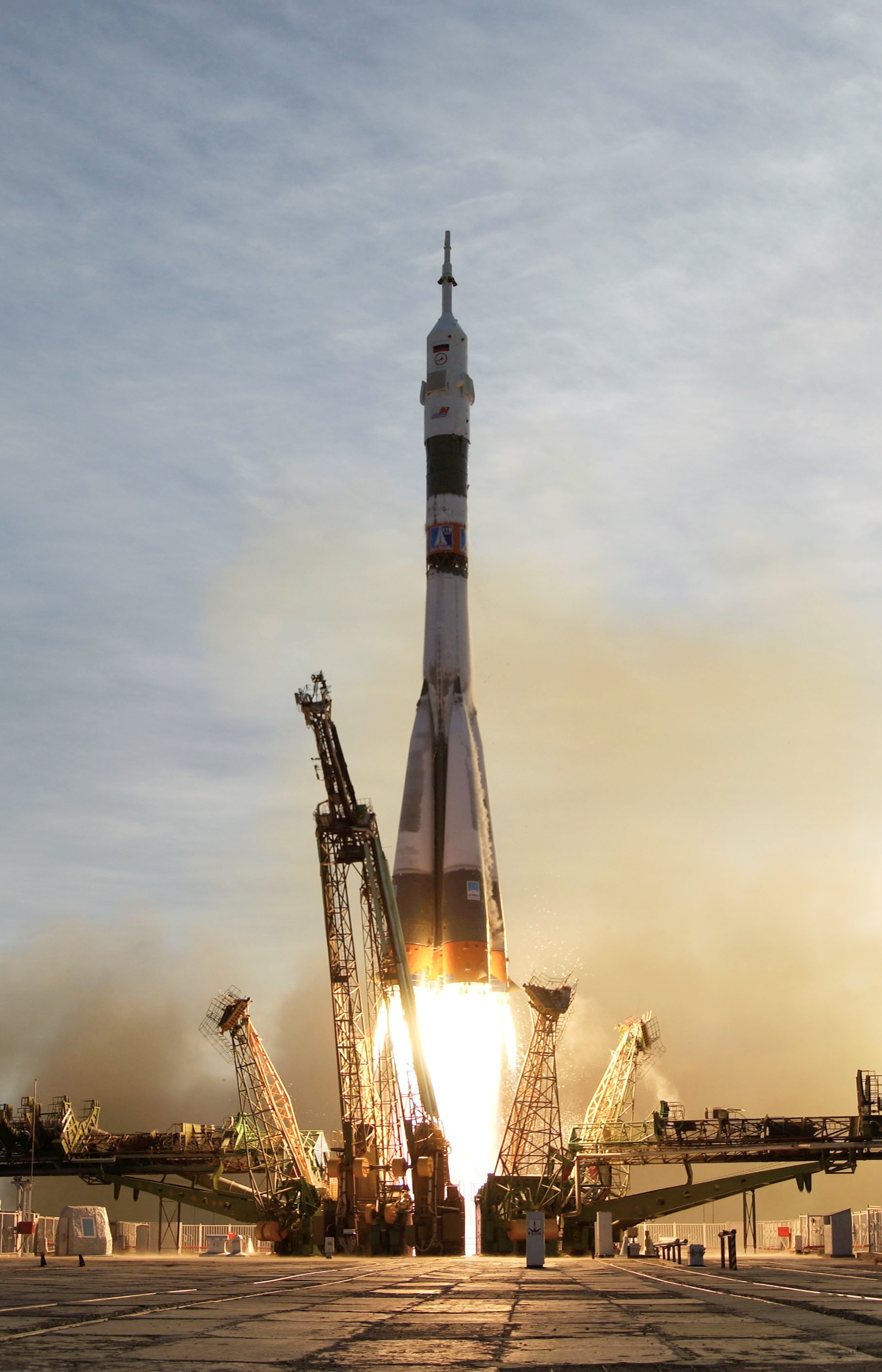
Lancement du Soyouz TMA-5 depuis Baïkonour

- La Station spatiale internationale (ISS)
- Le programme Shenzhou
- Le programme Constellation
- Le programme Artémis
- Liste des missions spatiales habitées entre 1961 et 1986
- Liste des missions spatiales habitées entre 1987 et 1999
- Liste des missions spatiales habitées entre 2000 et 2010
- Liste des missions spatiales habitées entre 2011 et 2020
- Liste des missions spatiales habitées depuis 2021

## Intérêt et inconvénients du vol habité dans l'espace
Un vol habité coûte 20 à 30 fois plus cher qu'une mission automatique. Des auteurs ont donc critiqué le faible intérêt scientifique des programmes spatiaux habités, voire recommandé leur abandon pur et simple.

### Retombées scientifiques
En 2011, Vladimir Popovkine directeur de l'agence russe Roscosmos, avait publiquement demandé à réorienter une partie des ressources accordées aux vols habités.
Les vols habités dans la Station spatiale internationale (ISS) permettent d'étudier l'effet de la vie en micro-gravité sur plusieurs domaines. En effet, la NASA a mené une étude de l'évolution du génome humain pendant un vol dans l'espace. L'ISS permet d'étudier la pousse de différentes plantes en microgravité avec le programme VEGGIE. La NASA, en partenariat avec l'ESA et les autres agences nationales mènent d'autres projets scientifiques comme le développement de dosimètres.

### Prestige
La course à l'espace est liée à la rivalité entre Soviétiques et États-Unis. Mais de nos jours encore, envoyer un citoyen dans l'espace est souvent perçu comme une prouesse technologique et scientifique, que cela soit avec l'aide d'un autre pays (Émirats arabes unis) ou par ses propres moyens (Inde, Iran). Le 16 novembre 2020, la fusée Falcon 9 de SpaceX est lancée pour emmener 4 astronautes vers l'ISS.

### Réception par le grand public
Pendant la course à l'espace, le public fut fasciné par les lancements et les exploits des agences. En effet, près de 650 millions de personnes dans le monde ont regardé l'alunissage du module lunaire d'Apollo 11 en 1969.
La journée internationale du vol spatial habité est célébrée le 12 avril.

### Santé des astronautes

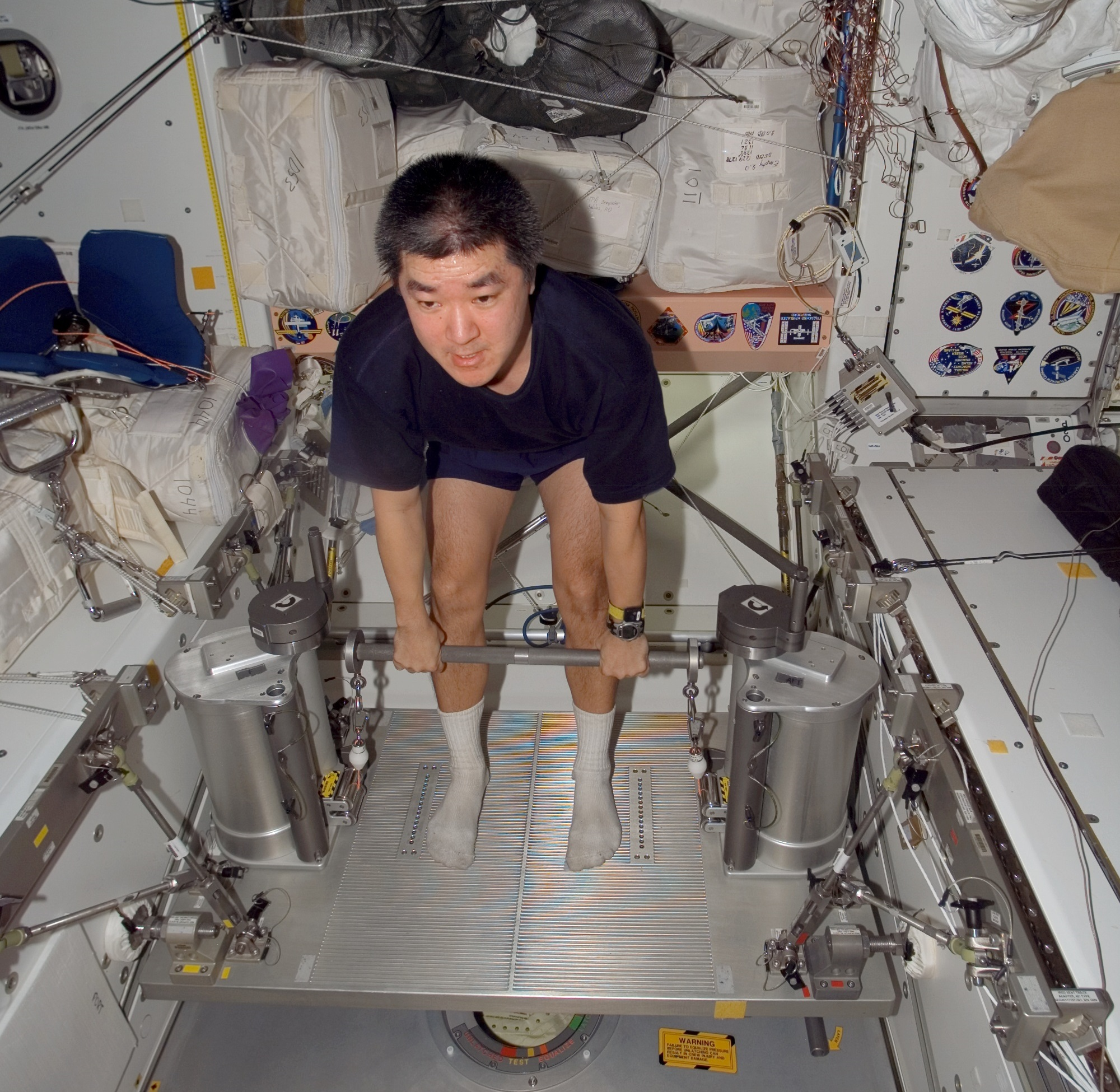
Activité physique de l'astronaute Daniel Tani dans l'espace.

L'apesanteur à laquelle les astronautes sont soumis entraîne de lourds problèmes de santé. Une activité physique régulière est indispensable mais elle n'empêche pas des effets physiologiques néfastes lors d'un séjour prolongé dans l'espace, qui peuvent perdurer longtemps après le retour sur Terre, voire ne jamais disparaître complètement. Pour des missions habitées de plusieurs années, il faudrait créer une pesanteur artificielle. Les missions de longue durée sont également susceptibles de provoquer diverses affections neuropsychiatriques, dont le syndrome anxiodépressif.

## Dans la culture populaire

### Spectacle vivant
Alexandre Astier traite dans un spectacle intitulé L'Exoconférence de la probabilité de la vie extraterrestre, mais également de la faisabilité d'entrer en contact avec eux au moyen des vols spatiaux habités. Il adopte un angle de vulgarisation scientifique par l'intermédiaire de l’humour, prestation saluée par la communauté scientifique. Il a reçu en 2016 le Prix science et société de la Société française des spécialistes d'astronomie.

### Filmographie
Plusieurs films traitent des vols spatiaux habités dans l'histoire (liste non exhaustive) :
- First Man : Le Premier Homme sur la Lune (2018) qui relate la préparation et la mission Apollo 11 ;
- Apollo 13 (1995) qui narre la mission Apollo 13 ;
- Les Figures de l'ombre (2016) qui met en scène les calculatrices d' Apollo 11 et des missions Mercury ;
- 16 levers de soleil (2018) documentaire sur la mission Proxima de Thomas Pesquet.